# Покряка
Покряка (рум. Pocreaca) — село у повіті Ясси в Румунії. Входить до складу комуни Скіту-Дука.
Село розташоване на відстані 310 км на північний схід від Бухареста, 24 км на південний схід від Ясс.

## Населення
За даними перепису населення 2002 року у селі проживали 546 осіб, усі — румуни. Усі жителі села рідною мовою назвали румунську.